# فيربلاي (كولورادو)
فيربلاي (بالإنجليزية: Fairplay, Colorado)‏ هي بلدة تقع في مقاطعة بارك، كولورادو بولاية كولورادو في الولايات المتحدة. تأسست عام 1859، تبلغ مساحتها 2.7 (كم²)، وترتفع عن سطح البحر 3034 م، بلغ عدد سكانها 679 نسمة في عام 2010 حسب إحصاء مكتب تعداد الولايات المتحدة وتصل الكثافة السكانية فيها 251.5 نسمة/كم2.

## المناخ
يظهر الجدول التالي التغييرات المناخية على مدار السنة لفيربلاي:
| البيانات المناخية لـفيربلاي       | البيانات المناخية لـفيربلاي | البيانات المناخية لـفيربلاي | البيانات المناخية لـفيربلاي | البيانات المناخية لـفيربلاي | البيانات المناخية لـفيربلاي | البيانات المناخية لـفيربلاي | البيانات المناخية لـفيربلاي | البيانات المناخية لـفيربلاي | البيانات المناخية لـفيربلاي | البيانات المناخية لـفيربلاي | البيانات المناخية لـفيربلاي | البيانات المناخية لـفيربلاي | البيانات المناخية لـفيربلاي |
| الشهر                             | يناير                       | فبراير                      | مارس                        | أبريل                       | مايو                        | يونيو                       | يوليو                       | أغسطس                       | سبتمبر                      | أكتوبر                      | نوفمبر                      | ديسمبر                      | المعدل السنوي               |
| --------------------------------- | --------------------------- | --------------------------- | --------------------------- | --------------------------- | --------------------------- | --------------------------- | --------------------------- | --------------------------- | --------------------------- | --------------------------- | --------------------------- | --------------------------- | --------------------------- |
| الدرجة القصوى °ف (°م)             | 56 (13)                     | 54 (12)                     | 61 (16)                     | 65 (18)                     | 80 (27)                     | 82 (28)                     | 85 (29)                     | 83 (28)                     | 80 (27)                     | 72 (22)                     | 66 (19)                     | 56 (13)                     | 85 (29)                     |
| متوسط درجة الحرارة الكبرى °ف (°م) | 31 (−1)                     | 34 (1)                      | 38 (3)                      | 45 (7)                      | 55 (13)                     | 67 (19)                     | 71 (22)                     | 69 (21)                     | 62 (17)                     | 51 (11)                     | 38 (3)                      | 31 (−1)                     | 49 (9)                      |
| متوسط درجة الحرارة الصغرى °ف (°م) | 3 (−16)                     | 5 (−15)                     | 11 (−12)                    | 19 (−7)                     | 28 (−2)                     | 34 (1)                      | 38 (3)                      | 38 (3)                      | 32 (0)                      | 23 (−5)                     | 12 (−11)                    | 4 (−16)                     | 21 (−6)                     |
| أدنى درجة حرارة °ف (°م)           | −27 (−33)                   | −38 (−39)                   | −30 (−34)                   | −17 (−27)                   | 7 (−14)                     | 19 (−7)                     | 26 (−3)                     | 23 (−5)                     | 8 (−13)                     | −7 (−22)                    | −24 (−31)                   | −31 (−35)                   | −38 (−39)                   |
| الهطول إنش (مم)                   | 0.64 (16)                   | 0.79 (20)                   | 0.94 (24)                   | 1.08 (27)                   | 0.63 (16)                   | 0.80 (20)                   | 1.78 (45)                   | 1.76 (45)                   | 0.90 (23)                   | 0.74 (19)                   | 0.80 (20)                   | 0.72 (18)                   | 11.58 (293)                 |
| متوسط تساقط الثلوج إنش (سم)       | 7.9 (20)                    | 9.4 (24)                    | 18.3 (46)                   | 16.4 (42)                   | 3.7 (9.4)                   | 0.1 (0.25)                  | 0 (0)                       | 0 (0)                       | 1.7 (4.3)                   | 7.1 (18)                    | 11.3 (29)                   | 10 (25)                     | 85.9 (217.95)               |
| المصدر:                           |                             |                             |                             |                             |                             |                             |                             |                             |                             |                             |                             |                             |                             |

## أعلام
- مات دايتون
- فرانك ماير

## وصلات خارجية
- Fairplay Colorado
- The US50 - Cities and Towns in Colorado State
- Colorado Cities and Towns, Facts, Map, Flag, Colleges, Government, and More